# Eugeniusz Lenik
Eugeniusz Lenik (ur. 10 sierpnia 1879 we Lwowie, zm. ?) – polski prawnik, sędzia, major Wojska Polskiego.

## Życiorys
Urodził się 10 sierpnia 1879 we Lwowie. W 1898 zdał egzamin dojrzałości w C. K. Gimnazjum Wyższym w Nowym Sączu. Ukończył studia prawnicze. Przed 1914 pracował jako sędzia w Rzeszowie.
Został oficerem c. i k. armii. Był chorążym rezerwy, po czym w styczniu 1909 mianowany porucznikiem rezerwy w 1 pułku artylerii polnej. Po wybuchu I wojny światowej od sierpnia 1914 służył w polu w szeregach Armii Cesarstwa Niemieckiego, w tym od maja 1915 w sztabie dywizji bawarskiej, a następnie w 1915 przy 11 Armii Niemieckiej. W 1916 był w stopniu nadporucznika artylerii.
Po odzyskaniu przez Polskę niepodległości został przyjęty do Wojska Polskiego i został przydzielony do Korpusu Sądowego. Został zweryfikowany w stopniu majora rezerwy w korpusie oficerów sądowych ze starszeństwem z dniem 1 czerwca 1919.
W 1934 roku, jako major pospolitego ruszenia Korpusu Sądowego, pozostawał w ewidencji Powiatowej Komendy Uzupełnień Grudziądz.

## Odznaczenia
- Bawarski Order z Mieczami (1915)[2].
- Saski Medal Zasługi (1915)[2].
- Najwyższe uznanie za waleczne zachowanie się wobec nieprzyjaciela (1916)[4].